# ۱۰ دقیقه (فیلم ۲۰۱۳)
«۱۰ دقیقه» (انگلیسی: 10 Minutes (2013 film)) فیلمی در ژانر درام است که در سال ۲۰۱۳ منتشر شد.